# MS406 (航空機)
モラーヌ・ソルニエ M.S.406
D-3801
（改良型M.S.412をスイスでライセンス生産したモデル）
- 用途：戦闘機
- 製造者：モラーヌ・ソルニエ社
- 運用者** フランス（フランス空軍）
  -  フィンランド
  -  スイス
  -  トルコ
- 初飛行：1935年8月（M.S.405原型機）
- 生産数：1,176機

モラーヌ・ソルニエ M.S.406（Morane-Saulnier M.S.406）は、第二次世界大戦初期のフランスの戦闘機である。

## 概要
1934年7月のフランス戦闘機の近代化計画で採用された。1935年8月8日に初飛行したM.S.405の改良型として、1938年に大量生産が開始された。低翼単葉、引き込み脚、密閉風防を採用しているが、胴体後部は羽布張りの構造である。第二次世界大戦開戦時に約600機が軍に引き渡されており、P-36 ホークとともにドイツ空軍機と戦った。
エンジンの馬力不足による低速、機関砲他のシステムの信頼性不足により劣勢であったものの、1940年6月8日に、ロベール・ウィヤム大尉が操縦するM.S.406は、3機のBf 109を15秒で撃墜した。
フランスにおける戦闘で合計150機のM.S.406が撃墜されたのに対し、ドイツ空軍機191機を撃墜し、おそらく89名が死亡した。
上記とは別に約100機のM.S.406が地上で撃破され、他の50機は敵の手に落ちるのを防ぐため、パイロットによって破壊された。フランス降伏後は、自由フランス軍とヴィシーフランス軍の双方で主力機として使用され、互いに戦闘も行っている。
フランス以外でもスイス・フィンランド・トルコなどで運用され、特にフィンランド空軍で使用された機体は、継続戦争時にソ連空軍から鹵獲した同じイスパノ・スイザ系のM-105P エンジン（出力1,100hp）に換装され、最大速度522km/h、実用上昇限度12,000mと性能が向上し、「メルケ・モラーヌ（Mörkö Morane、メルケとはフィンランド語で「お化け」の意）」また、LaGG-3と同じエンジンだったことから「ラグ・モラーヌ」と呼ばれ、ソ連相手に奮戦した。
スイスでは、D-3800の名称でEKW社でライセンス生産が行われた他、フランスで試作に終わった改良型のM.S.412もD-3801としてスイス・ドルニエ社→ドフルク社で生産され、これらは輸入機のBf 109Eとともに第二次世界大戦中のスイス空軍の主力戦闘機となった。ドフルク社では発達型のD-3802の開発も進められたが、完成は戦後となった。

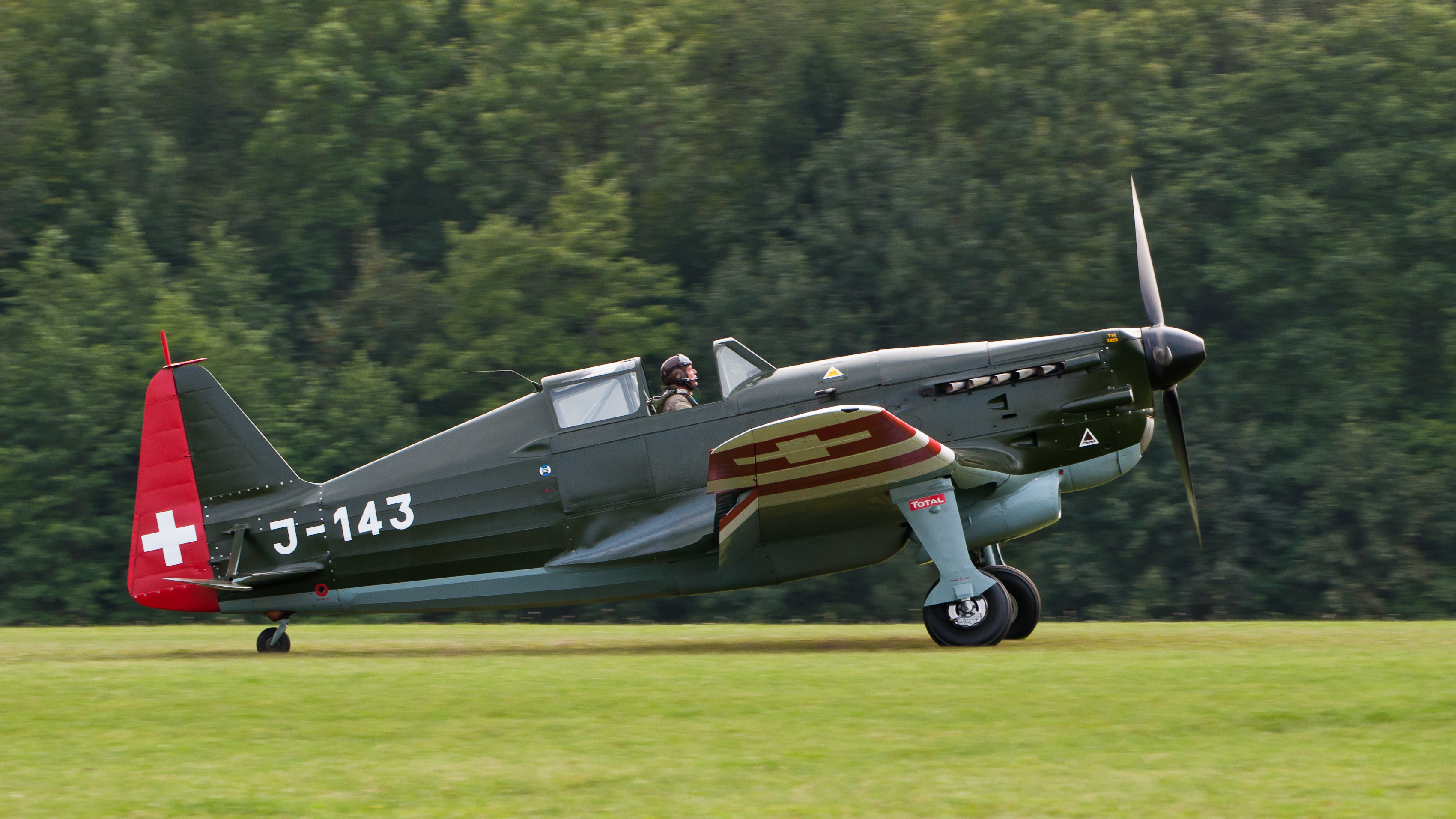
D-3801
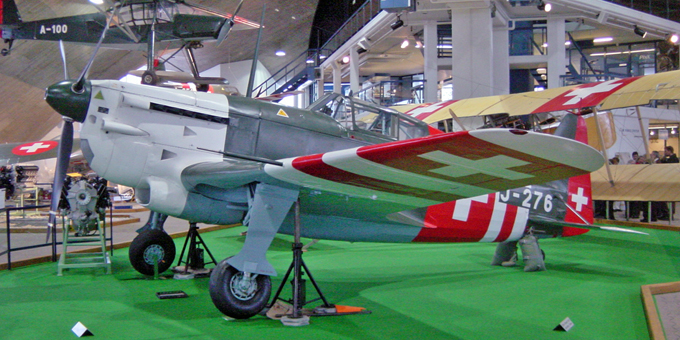
D-3801
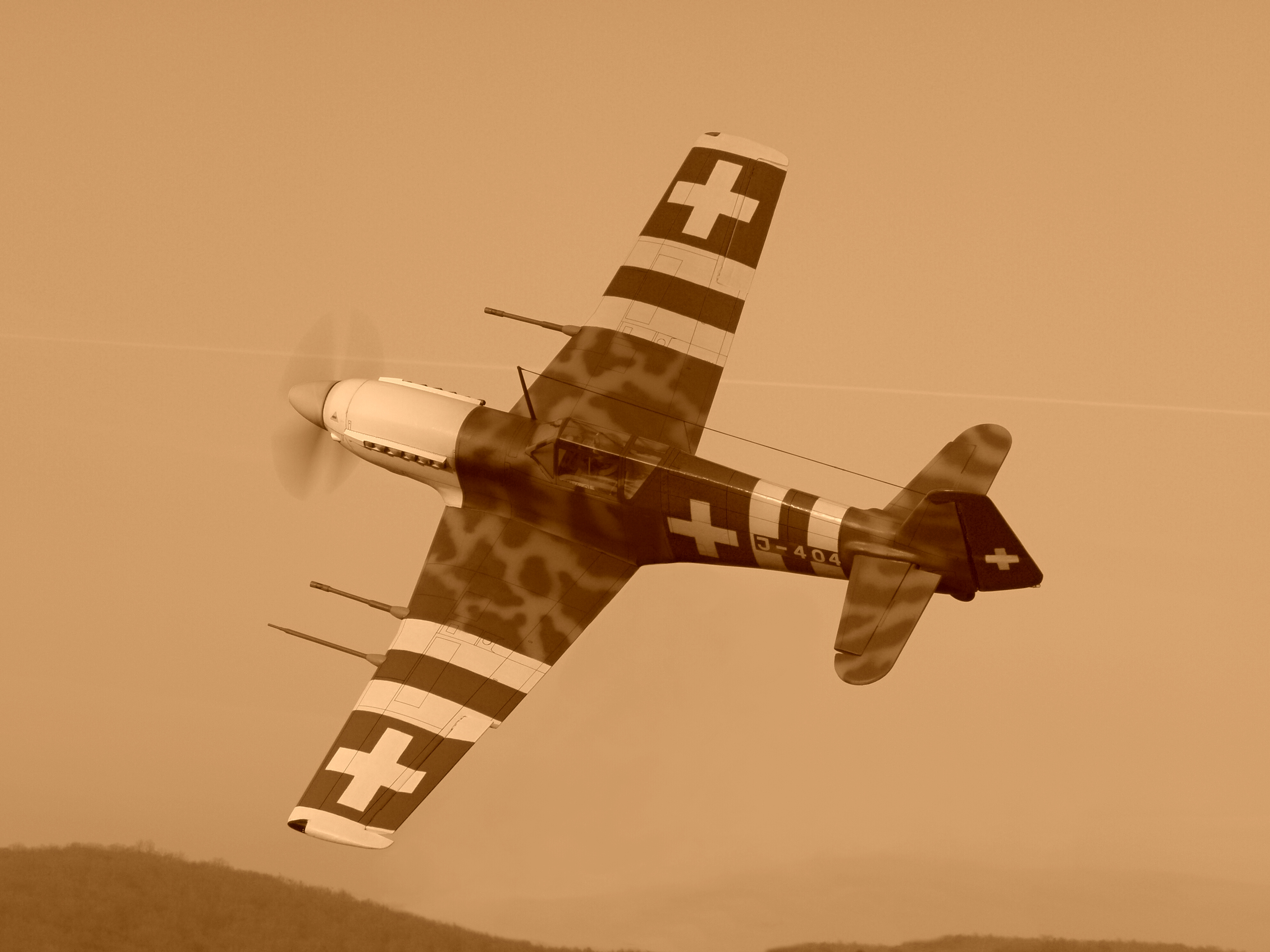
D-3802

## スペック(MS.406)

MS 406

出典：航空情報編集部「仏・伊・ソ軍用機の全貌」酣燈社1965年
- 乗員：1名
- 全長：8.15m
- 全幅：10.71m
- 全高：2.84m
- 主翼面積：16.0m2
- 空虚重量：1,893kg
- 運用時重量：2,426kg
- 総重量：2,720kg
- 動力：イスパノ・スイザ 12Y31液冷V型12気筒レシプロ 1基
- 出力：860hp
- 最大速度：486km/h
- 巡航速度：400km/h（5,000m）
- 航続距離：800km
- 実用上昇限度：9,500m
- 上昇率：5,000mまで6分
- 武装：20mm機関砲HS.404x1門 7.5mm機銃MAC 1934x2丁

## 登場作品

### アニメ
『終末のイゼッタ』
エイルシュタット公国の主力戦闘機として登場。

### ゲーム
『R.U.S.E.』
フランスの戦闘機として登場。
『War Thunder』
フランスランクⅠ、Ⅱツリーに登場。スウェーデンツリーランクⅡプレミアム機としてフィンランド仕様のMS.406こと、『メルケ・モラーヌ』が実装